# 高橋伸哉
高橋 伸哉（たかはし しんや、1962年 - ）は、宮城県仙台市生まれの、日本の作曲家。

## 人物・来歴
- 国立音楽大学音楽学部作曲学科卒業
- 国立音楽大学大学院音楽研究科作曲専攻修士課程修了
- 日本作曲家協議会会員
- 21世紀の吹奏楽“響宴”会員
- 1997年度(平成9年度)下谷賞（日本吹奏楽指導者協会）佳作
- 1998年度(平成10年度)下谷賞（日本吹奏楽指導者協会）受賞[1]
- 第9回朝日作曲賞入選
- 2000年6月、小渕恵三元首相の内閣・自由民主党合同葬（於:日本武道館）において、総理府からの依頼により、奏楽の編曲を担当。
- 2010年度(平成22年度)下谷奨励賞（日本吹奏楽指導者協会）佳作

現在、作曲活動と並行して、全国各地の学校・一般団体への演奏指導、各種コンクール審査員、各種演奏会での客演指揮などを精力的に行なっている。

## 主な作品
- 行進曲「K点を越えて」（1999年度全日本吹奏楽コンクール課題曲IV）
- 「Jalan-jalan 〜神々の島の幻影〜」（2005年ドイツ・バイエルン州吹奏楽コンクール上級カテゴリー課題曲、第4回「響宴」参加[3][4]）
- 「火焔」－国宝「火焔土器」によせて－
- 「写楽」
- 「海峡の歌」
- 「ゴールド・ラッシュ!」
- 「スターライト・ウインク」
- 「アトランティス」（第6回「響宴」委嘱作品[5][4]）
- 「Tea Time」
- 「ジャグラー」
- 「ライト・フライヤー」
- 「氷河特急」（第5回「響宴」参加[6][4]）
- 「メモリーズ」
- 「グレート・ウェーブ －冨嶽三十六景「神奈川沖浪裏」－」（第10回「響宴」委嘱作品[7][4]）
- 「キトラ」（小山市交響吹奏楽団結成25周年記念委嘱作品、第11回「響宴」参加[8][9][4]）
- 「清流賛歌」（NPO法人吹奏楽振興ネットワーク委嘱作品、第13回「響宴」下谷奨励賞 佳作[10][11][4]）
- 「レールウェイ」（第17回「響宴」スクールバンド・プロジェクト委嘱作品[12][4]）

他